# Alois Pinggera
Alois Pinggera, detto Lois (Solda (Stelvio), 1843 – Solda (Stelvio), 12 novembre 1933), è stato un alpinista e guida alpina austriaca,  naturalizzato italiano dopo il 1919, fu uno degli ultimi pionieri dell’alpinismo classico e uno dei più importanti precursori dell’alpinismo senza guida. Iniziò la sua attività alpinistica sulle Alpi occidentali con le migliori guide della fine del XIX secolo, fra cui Christian Ranggetiner, Joseph Knubel, Peter Dangl, e Alexis Brocherel diventando uno specialista del gruppo dell'Ortles. Successivamente si legò alla corda dei massimi esponenti del movimento dei senza-guida dell’epoca, quali Ludwig Purtscheller, Edward Theodore Compton, Oskar Eckenstein, Walther Flender, Heinrich Hess, Humphrey Owen Jones, Robert Lendlmayer von Lendenfeld, Hans Wödl e Geoffrey Winthrop Young.

## Biografia
Era fratello dello "storico" Hans e di Johann Pinggera, compagno di cordata di Julius von Payer, il primo alpinista a salire sull'Adamello, e zio di Hans Sepp e di Franz Pinggera. Alois ai suoi tempi guidò molti alpinisti famosi come Baptist Bernhard von Minnigerode,  Hermine Tauscher-Geduly, una delle prime alpiniste donne ungheresi, l'avvocato Theodor Christomannos, John Percy Farrar, il consigliere di Stato Karl Bäckmann, ambasciatore dello zar a Vienna, e altri. Il suo nome è associato a quasi tutte le  prime ascensioni più difficile nel gruppo dell'Ortles. Fu la guida principale della sua generazione in quella zona, ma Farrar considerava Peter Dangl superiore per tecnica a Pingerra. Era un ottimo ghiacciatore mentre sulle rocce era meno abile. Di aspetto era piccolo e bruno con lineamenti intelligenti e raffinati. Era colto e molto religioso dotato, in tarda età, era dotato di una memoria sorprendentemente buona, era in grado di ricordare dettagli precisi di esperienze avvenute anche 50 anni prima o più. Come alpinista aveva scalato nelle Alpi occidentali, soprattutto nelle Alpi Pennine, nell'Oberland Bernese e sul Bernina. Guidò Baptist Bernhard von Minnigerode nella salita della parete nord della parete Eiswand di Trafoier del 1872, nel 1880 in una delle prime ascensioni della Cresta Marlt dell'Ortles e con successiva traversata fino alla Cima Thurwieserspitze. Con lui compì anche la salita della Cima del Gran Zebrù nel 1881 per la parete nord est mentre nel 1895 esplorò le Alpi occidentali. Efficienza, coraggio e un leale senso del dovere contraddistinguevano "Lois", caratteri che i suoi "clienti" elogiavano sempre. Sempre nel gruppo dell'Ortles si fece un nome con audaci nuovi tour nella regione accompagnato da Peter Dangl, guida di Solda, Otto Schürk, alpinista di Vienna, e Peter Reinstadler. Con la diffusione della scalata dell'Ortles del 27 settembre 1804, l'apertura della strada dello Stelvio e la costruzione dei rifugi aumentò a Solda  il numero di alpinisti e studiosi che vollero tentare tale impresa e ciò richiese l'aumento di disponibilità di guide alpine e così Alois accompagnò i tour alpini svizzeri nella zona e dimostrò di essere un accompagnatore dotato tecnicamente. Scalò vette tra le più alte e difficili, tra queste ascese per la prima volta l'Hochjochgrat sull'Ortles il 15 giugno 1875 insieme a Peter Dangl e Otto Schück, percorso tentato più volte dal 1867. Mentre il 6 luglio 1878 effettuò la prima salita della cresta nord ovest sempre del monte Zebrù per il Passo di Solda con Peter Dangl, Julius Meurer, Alfred von Pallavicini e Johann Pinggera.  Nel 1879 Alois e Peter Reinstadler, ambedue guide di Baptist Bernhard von Minnigerode, intagliarono nel ghiaccio 1.500 gradini per superare la parete nord del Gran Zebrù.  Insieme a Otto Schück e Peter Dangl riuscì ad attraversare tutte le cime ghiacciate della cresta meridionale dell'Ortles, dal Cevedale al Monte Vioz, in 19 ore con le sole scarpe da neve. L'8 luglio 1872 con il naturalista ungherese Moritz von Déchy e Johann Pinggera giunsero per la prima volta sulla vetta dell Cima di Trafoi dalla parete sud. I tre partirono in direzione nord dalla Baita del Pastore, un alpeggio in Val Zebrù a 2167 metri di altitudine situato a sud della Cima di Trafoi, passarono dalla Vedretta dei Camosci  e giunsero fino a poco prima del Passo dei Camosci alto, dove con una scalata moderatamente impegnativa, corrisponderebbe ad un Grado di difficoltà UIAA II), attraversarono un canale innevato con inclinazione fino a 50° fino alla cresta ovest e, da qui, giunsero in vetta. Il percorso dei tre escursionisti durò appena quattro ore, con un dislivello di 1397 metri.
Nel 1880 percorse per primo la cresta dello Zebrù, partendo dal Passo di Solda con Baptist Bernhard von Minnigerode. Il 4 settembre 1895 Alois Pinggera, la guida Joseph Reinstadler   e gli alpinisti E. Niepmann e Lansberg salirono la prima volta  la parete ovest dell’Ortles nel settore sinistro, per un canalone a destra del Corno di Pleiss.
Alois accompagnò i suoi clienti, i Rothschild o Hermine Tauscher-Geduly, in Transilvania e negli Alti Tatra. Il suo unico figlio, Hanssepp Pinggera II, partecipò nel 1932 alla prima discesa dall'Ortles attraverso il Marltgrat.

## Carriera alpinistica
- 1872 Primo tentativo alla Trafoier Eiswand per la parete sud, II, 50°, 3.363 m, (Kristallkamm, Gruppo dell'Ortles)
- 1872 Primo tentativo al Kreilspitze (Puna Graglia) per la cresta est, 3:391 m, (Gruppo dell'Ortles)
- 1873 Primo tentativo all'Eisseespitze per la cresta sud, 3.243 m, (Gruppo dell'Ortles)
- 1874 Primo tentativo alla traversata della cresta dell'Eisseespitze, 3.243 m, fino alla Butzenspitze, (cresta nord-est), 3.302 m, (Gruppo dell'Ortles)
- 1874 Primo tentativo allo Schrötterhorn cresta est, 3.389 m, (Gruppo  dell'Ortles)
- 1875 Primo tentativo alla cresta sud dell'Ortles "Hochjochgrat", IV, 50°, 3.899 m, (Gruppo dell'Ortles)
- 1876 Primo tentativo alla Hohe Angelusspitze (Große Angelusspitze) - parete sud, 3.536 m, (Gruppo dell'Ortles)
- 1878 Prima salita al Königspitze - cresta ovest "Lange Suldengrat con Mitschergrat", IV, ghiaccio fino a 60°, 3.851 m, (Gruppo dell'Ortles)
- 1878 Prima salita all'Ortles - parete sud-est Canale "Minnigeroderinne", 600 m, 45°, 3.902 m, (Gruppo dell'Ortles)
- 1879 Prima salita al Piz Cengalo - cresta sud in discesa, 3.366 m, (Bergell)
- 1880 Prima salita al Monte Zebrù- cima sud-est via cresta sud-est, III, ghiaccio fino a 55°, 850 m, 3.723 m, (Gruppo dell'Ortles)
- 1880 Prima salita sulla cresta del Monte Zebrù - cima nordovest, 3.740 m, fino al Monte Zebru-cima sud-est, 3.723 m, (Gruppo dell'Ortles)
- 1880 Prima salita invernale della cima Königspitze, 3.851 m, (Gruppo dell'Ortles)
- 1881 Prima salita al canale Ortles-parete sud-est "Minnigeroderinne - Uscita diretta", 600 m, 45°, 3.902 m, (Gruppo dell'Ortles)
- 1881 Prima Salita al Königsspitze - parete Nordest "Minnigerode-Führe", IV, Ghiaccio 53°, 1.200 m, 3.859 m, (Gruppo dell'Ortles)
- 1882 Prima ascensione invernale della cresta est-sudest dell'Ortles "Hintergrat", 3.902 m, (Alpi dell'Ortles)
- 1886 Prima ascensione della Cima Platten-fianco nord, (Gruppo dell'Ortles)
- 1886 Prima salita alla Cima Platten-cresta Nordest, (Gruppo dell'Ortles)
- 1990 Prima salita al Trafoier Eiswand-cresta Est,III-IV, 3.363 m,( Gruppo dell'Ortles)
- 1890 Prima salita al Trafoier Eiswand-Thurwieserspitze "Bäckmanngrat",3.363m,( Gruppo dell'Ortles)
- 1890 Prima salita al Thurwieserspitze-cresta ovest (traversata della cresta dal Trafoier Eiswand-"Bäckmanngrat"), IV,60°, 3.652 m,( Gruppo dell'Ortles)
- 1892 Prima salita al Vertainspitze-cresta nordest,II, 3.544 m,(Monti Laaser, Gruppo dell'Ortles)
- 1893 Prima salita al Tschenglser Hochwand parete nord, II, 3.375 m, (Gruppo dell'Ortles)
- 1895 Prima salita della parete sud-ovest dell'Ortles "via settentrionale", 3.902 m, (Gruppo dell'Ortles)[1][2]